# 가사마촌
가사마촌(笠間村)은 이시카와현 이시카와군에 설치되었던 촌이다.